# Радклифова линија
Радклифова линија (енгл. Radcliffe Line) је била граница повучена између индијских и пакистанских делова Провинције Панџаб и Бенгалског председништва Британске Индије. Добила је име по Сирилу Радклифу, који је, као здружени председник две граничне комисије за ове две покрајине, имао коначну одговорност да правично подели територију од 450.000 km² на којој је живело 88 милиона људи.
Демаркациона линија је објављена 17. августа 1947. након Поделе Индије. Данас је њена западна страна део Индијско-пакистанске границе док је њена источна страна граница Бангладеша и Индије.